# Antonie van Leeuwenhoek

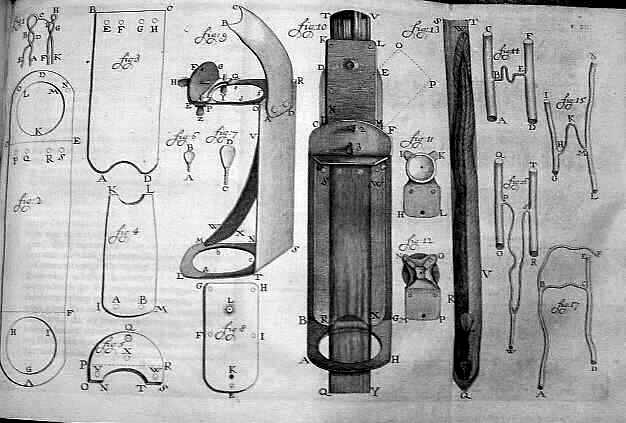
Antonie van Leeuwenhoeks mikroskop, tecknad av Henry Baker

Antonie van Leeuwenhoek, född 24 oktober 1632 i Delft, död 27 augusti 1723, var en nederländsk naturforskare.

## Biografi
Antonie van Leeuwenhoek var ursprungligen manufakturhandlare. Han konstruerade 1674 en enklare typ av mikroskop, idag benämnt lupp. Han byggde omkring 400 mikroskop själv och blev den förste som såg bakterier. Han upptäckte även blodkropparna, spermierna och musklernas tvärstrimmighet.
Antonie van Leeuwenhoek uppvisade även den verkliga strukturen av tandsubstansen, ögats lins, håret, epidermis samt hjärnan hos människan och de högre djuren, observerade ögats sammansatta byggnad, uppbyggnaden av insekterna samt undersökte olika trädslags vedbyggnad med mikroskopet. Den vid hans tid utbreda föreställningen att till och med högre liv, exempelvis loppan, uppkommer av sig själv ur damm eller förruttnelseprocesser bekämpades å det kraftigaste av van Leeuwenhoek under uppvisande av många fall av dittills okänd verklig fortplantning.
Han var sedan 1680 medlem av Royal Society i London och sedan 1697 korresponderande ledamot av Académie des sciences i Paris. Sina iakttagelser offentliggjorde han dels, och huvudsakligen, i förstnämnda sällskapets "Philosophical transactions", dels även i det senares "Mémoires". Hans samlade skrifter utkom i sju band 1715-22, både på holländska och på latin.

## Eftermäle
Nedslagskratern Leeuwenhoek på månen och asteroiden 2766 Leeuwenhoek är uppkallade efter honom.

## Kontakter med Johannes Vermeer
Antonie van Leeuwenhoek är en möjlig beställare av Johannes Vermeers målningar Astronomen och Geografen och också trolig modell för dessa målningar, även om vissa invänt att de fysiska likheterna är små. Johannes Vermeer och van Leeuwenhoek var födda samma år i Delft och levde bägge sina liv i denna stad med då ungefär 24.000 invånare. Kontakter mellan de bägge under Vermeers livstid är inte belagda, men det är känt att van Leeuwenhoek var testamentsexekutor för Vermeer efter dennes död 1675.

## Fotogalleri

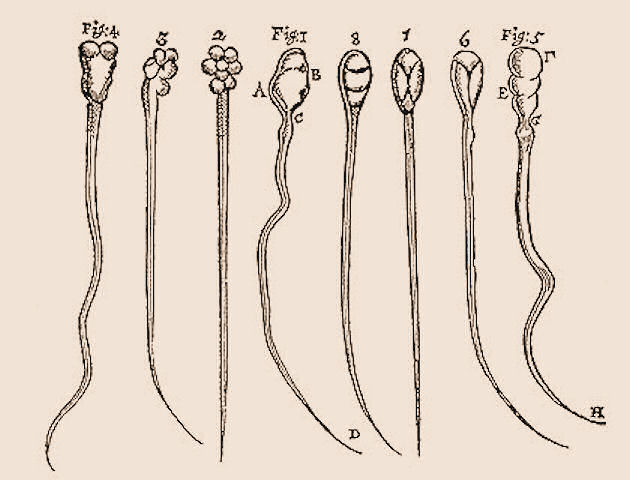
Teckningar av spermier från kaniner och hundar av Antonie van Leeuwenhoek 1678
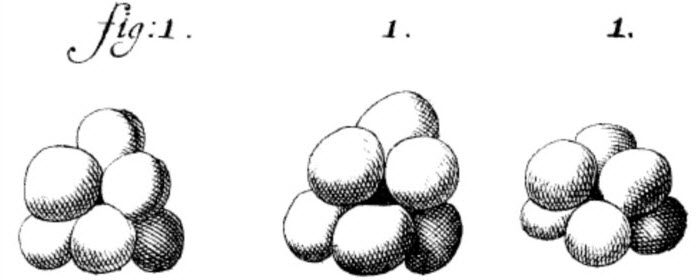
Teckningar av jäst av Antonie van Leeuwenhoek 1680
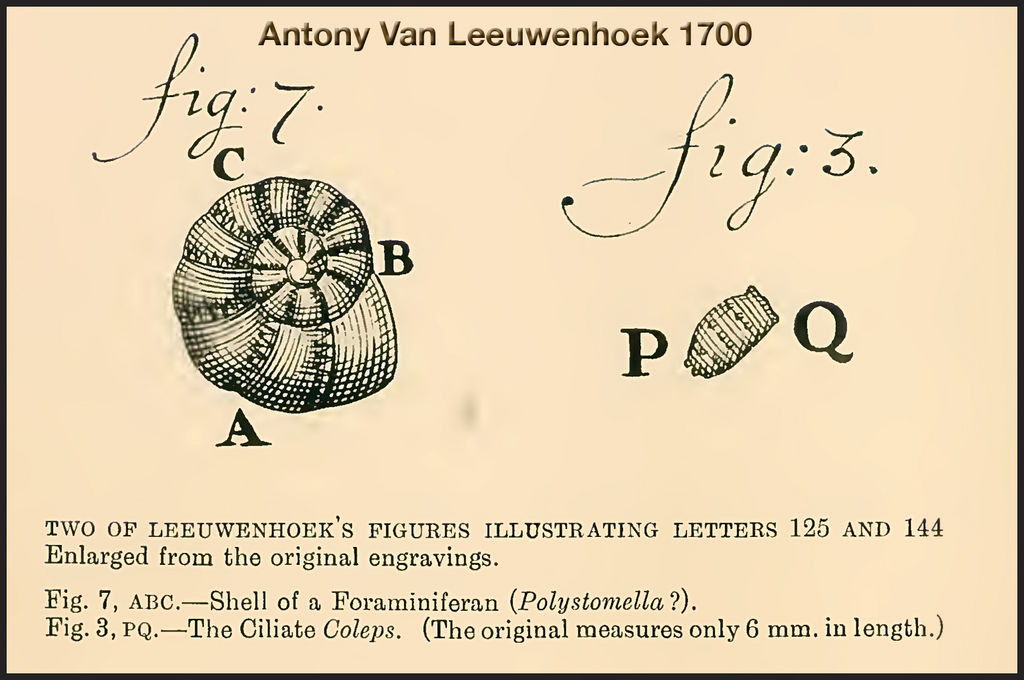
Teckningar av Antonie van Leeuwenhoek 1700
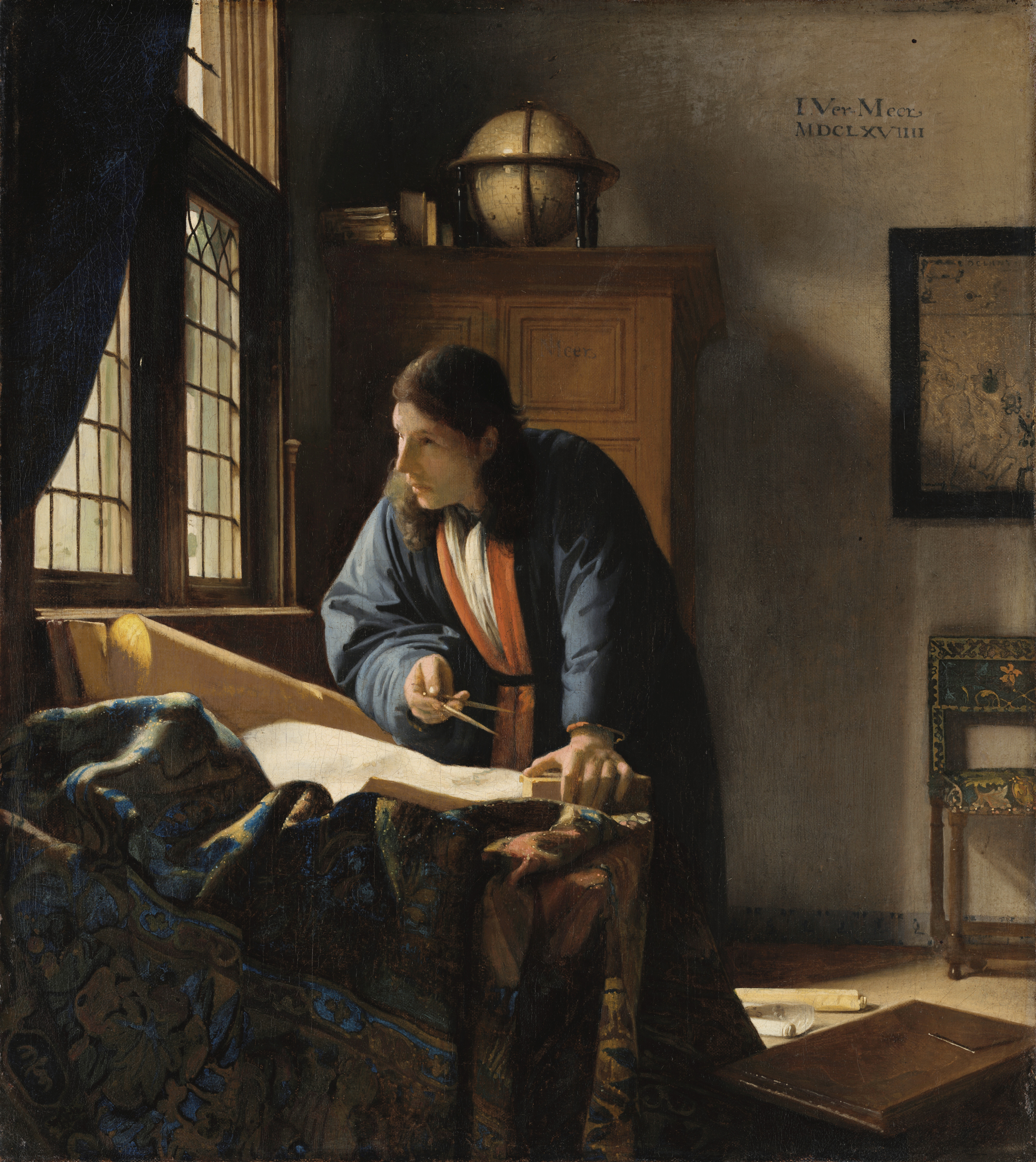
Geografen av Johannes Vermeer
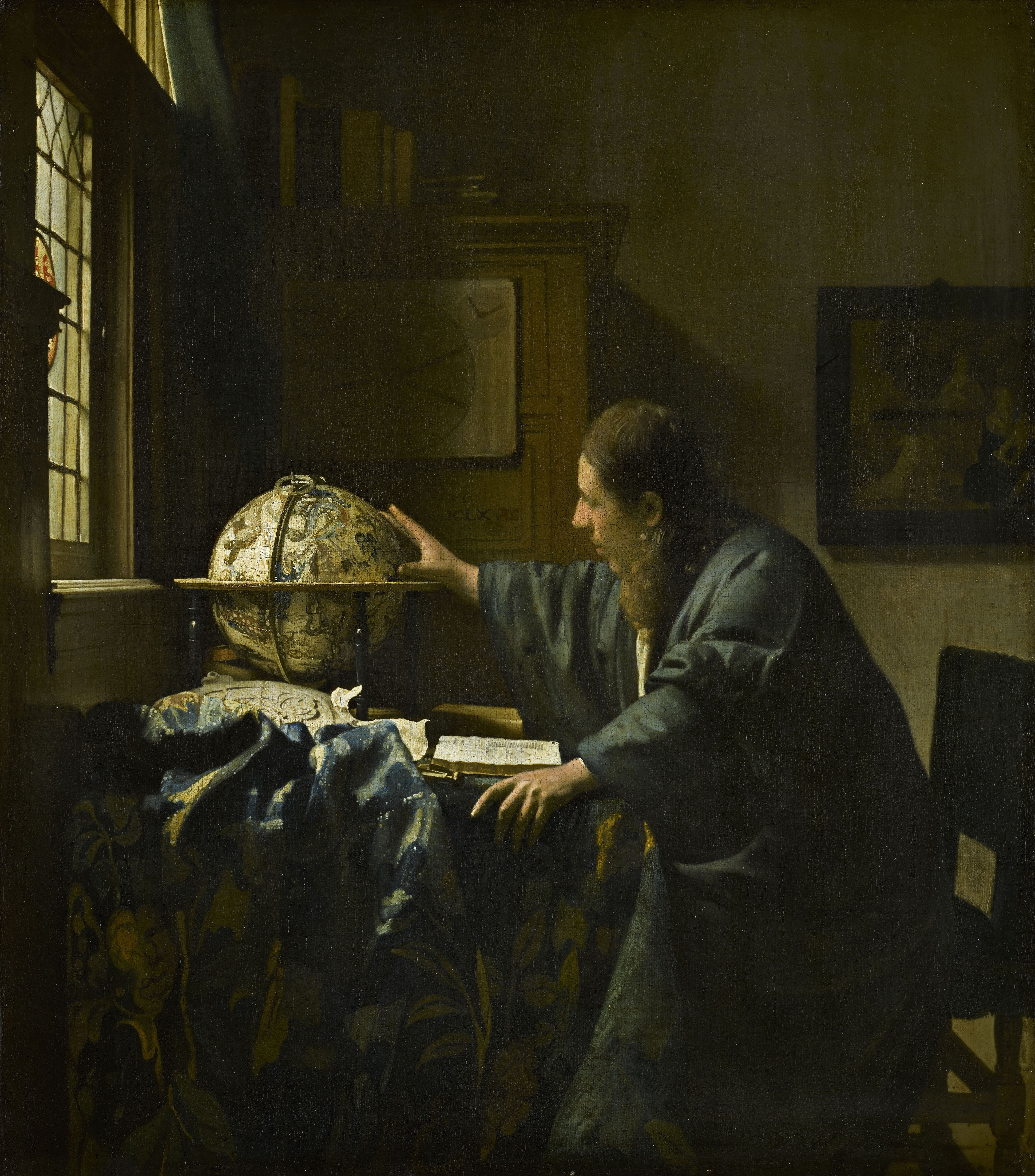
Astronomen av Johannes Vermeer